# Piotr Barełkowski

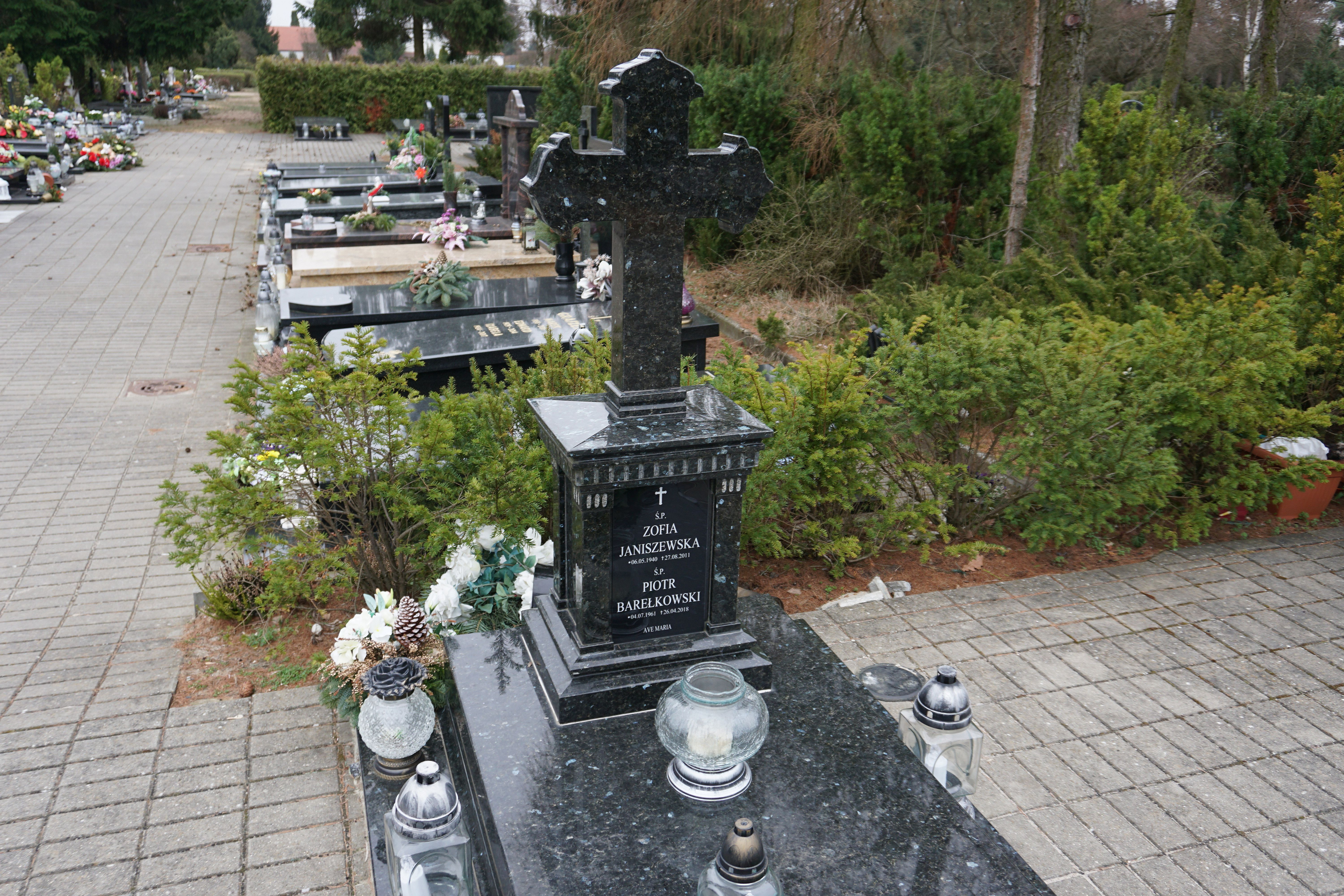
Grób Piotra Barełkowskiego na Cmentarzu Junikowskim

Piotr Zbigniew Barełkowski (ur. 4 lipca 1961 w Poznaniu, zm. 26 kwietnia 2018) – polski architekt, członek SARP, Izby Architektów RP oraz Business Centre Club.

## Życiorys
Studia odbył na Technische Universität Kaiserslautern, gdzie był również asystentem oraz na Politechnice Poznańskiej na Wydziale Budownictwa Lądowego (dyplom w 1986 roku). W latach 1985–1989 pracownik Miastoprojektu w Poznaniu. Założyciel nagradzanego w krajowych i międzynarodowych konkursach architektonicznych i branżowych Studia ADS (założone w roku 1989) oraz Iron Tower Investment (założone w roku 2006). Współpracował z Wydziałem Architektury PP jako promotor prac dyplomowych.
Został pochowany w grobowcu rodzinnym na Cmentarzu Junikowskim w Poznaniu (pole 14, rząd C, miejsce 7).

## Wybrane realizacje Studia ADS
- Budynek Banku Zachodniego WBK w Chodzieży,
- Zakłady Paso w Poznaniu, ul. Bałtycka 3[a][11],
- Budynek mieszkalny, ul. 27 Grudnia[b][12],
- Selgros – Centrum handlowe w Poznaniu[c][6],
- Kamienica Berliner Bank przy ul. Wielkiej w Poznaniu,
- Stary Browar, Poznań[13],
- Galeria Green Point w Poznaniu[14].

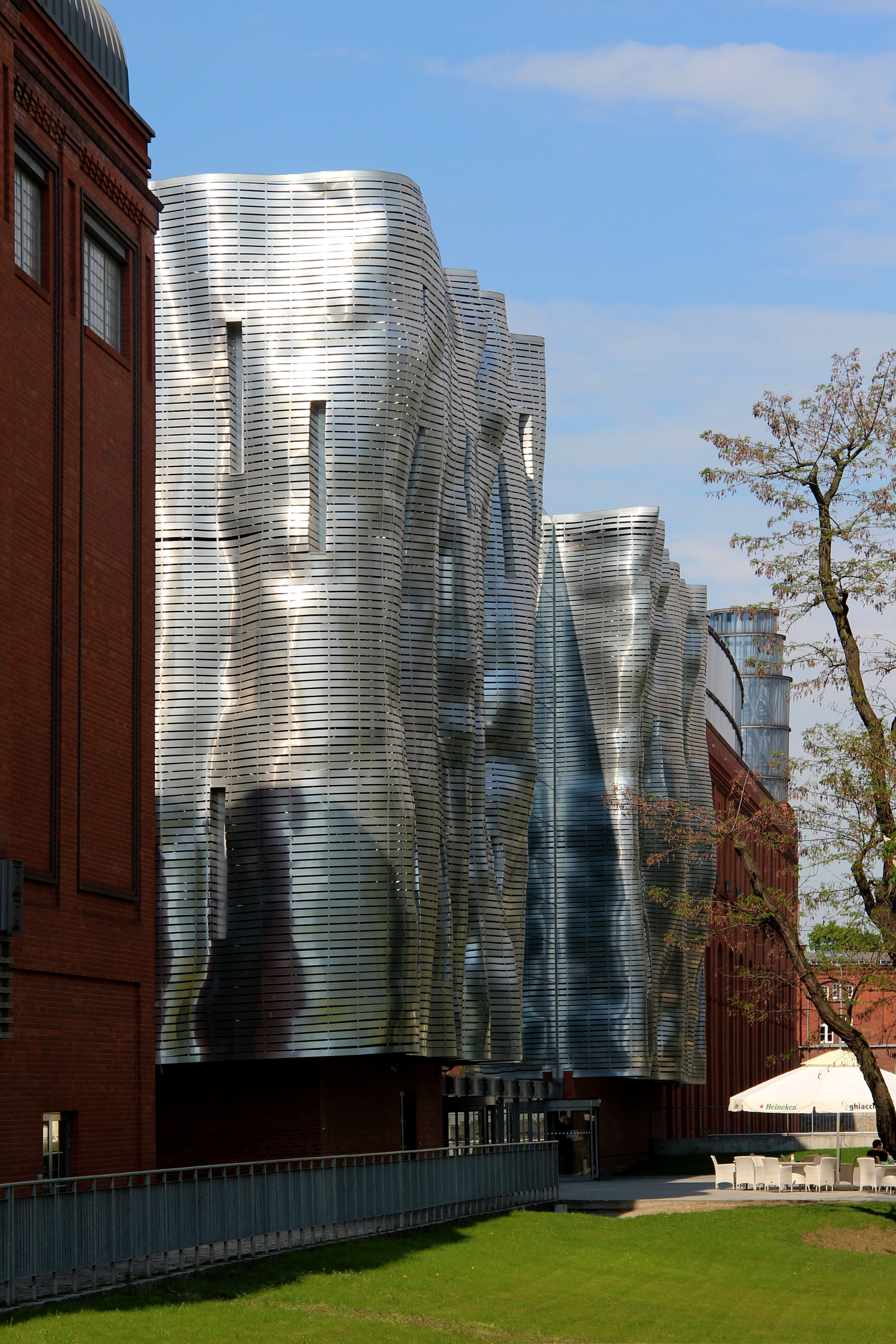
Elewacja północna Starego Browaru w Poznaniu
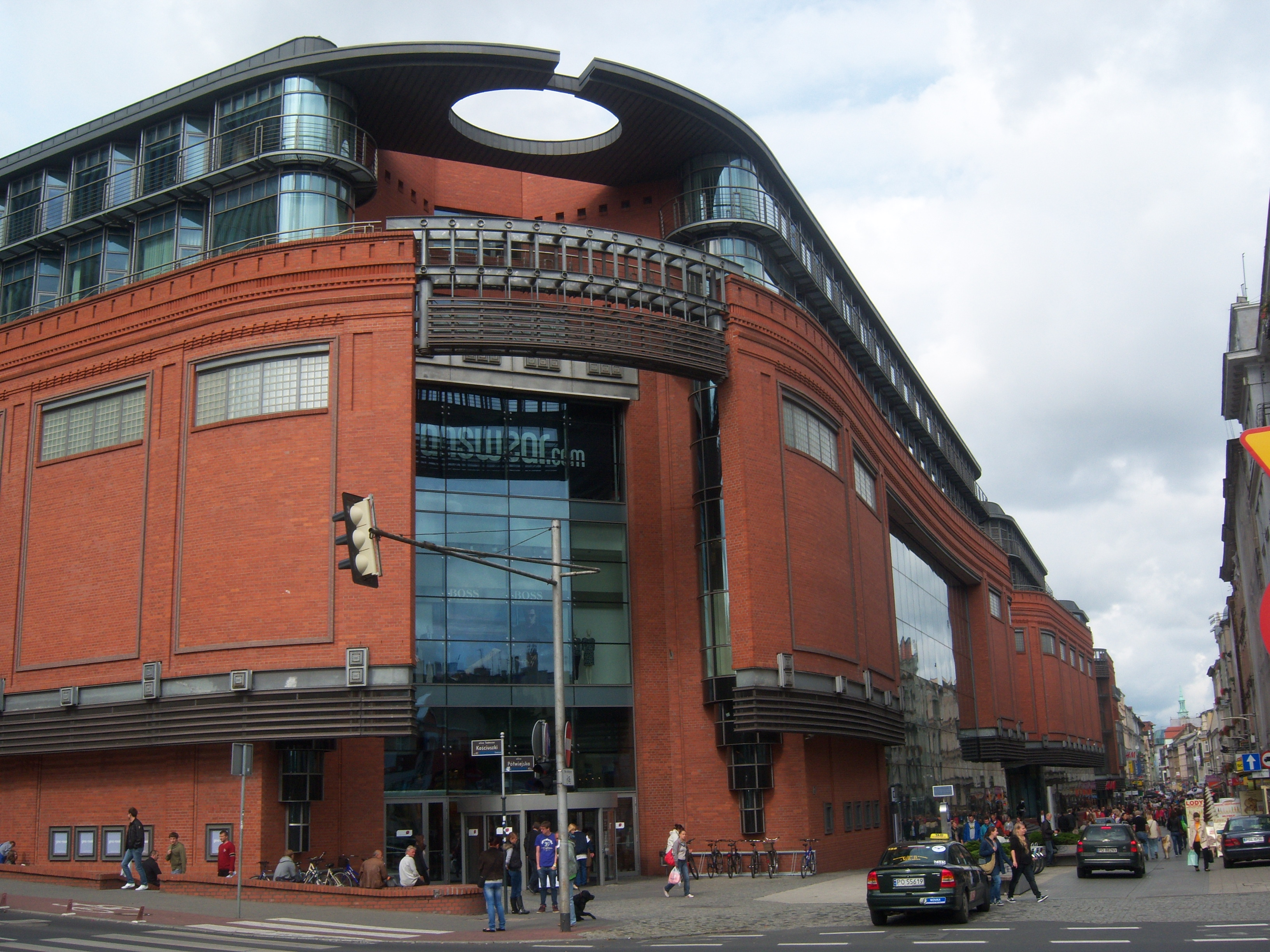
Pasaż w Stary Browar przy ul. Półwiejskiej 42 w Poznaniu
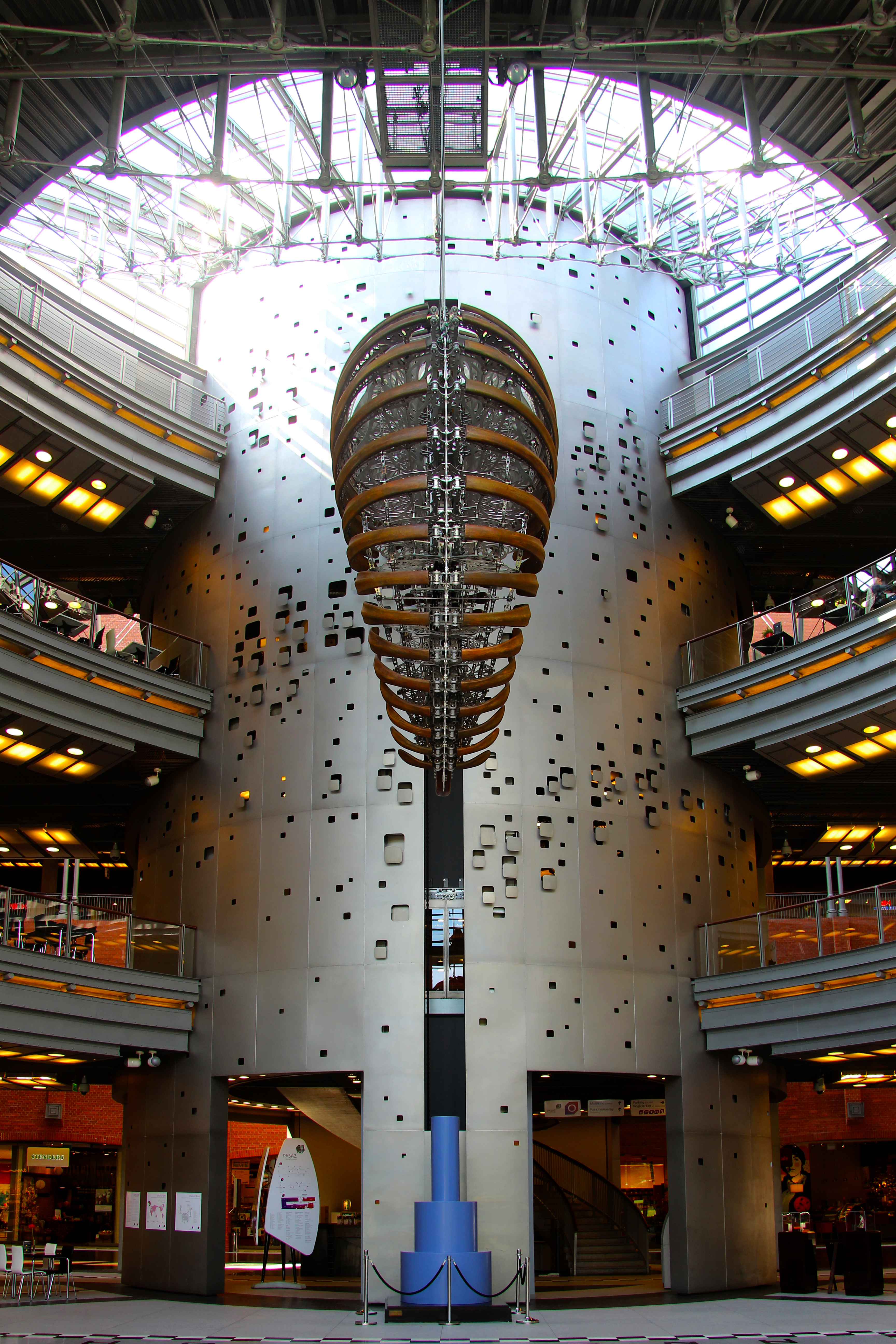
Pasaż w Starym Browarze w Poznaniu
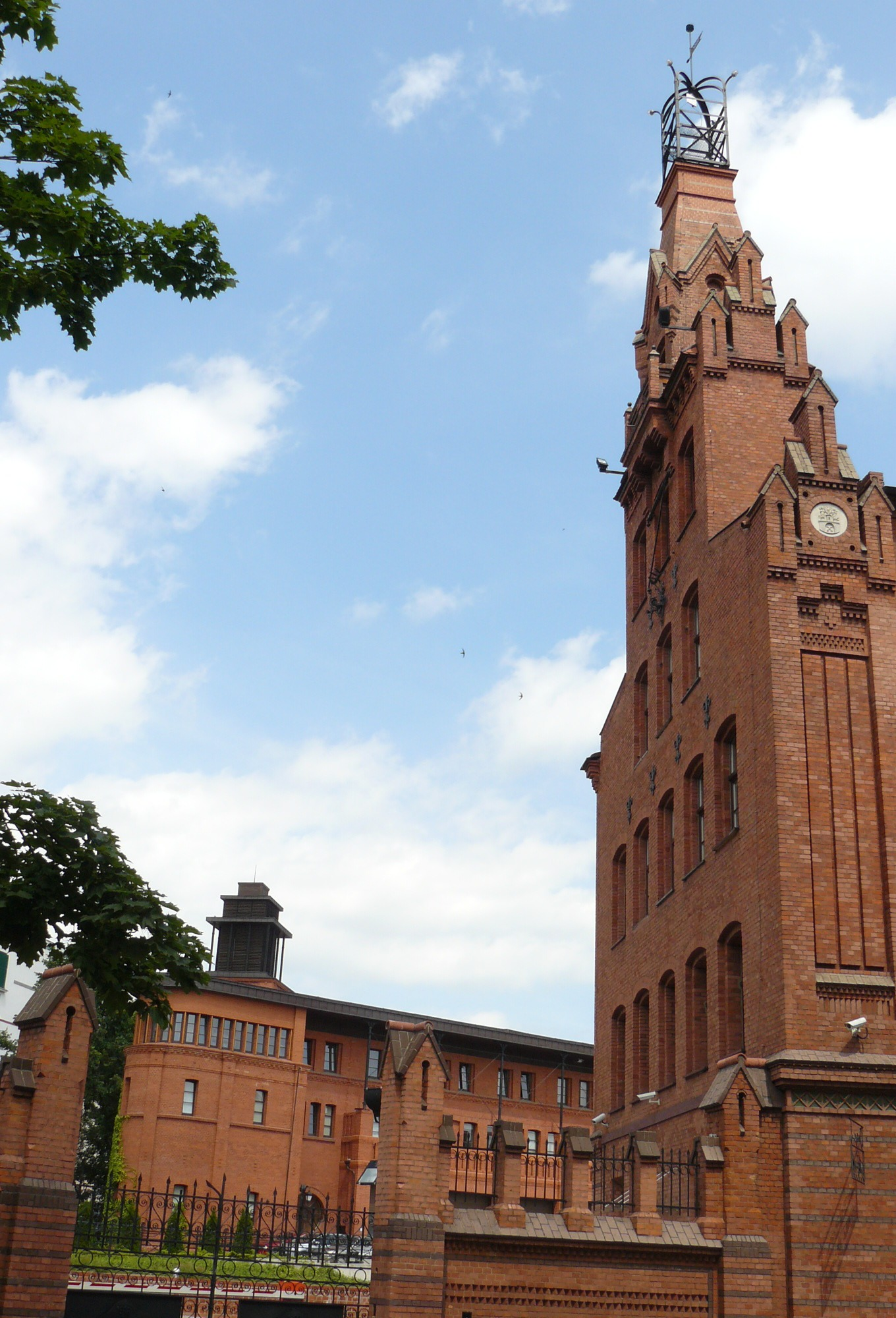
Strażnica Straży Pożarnej przy ul. Masztalaerskiej 3 w Poznaniu
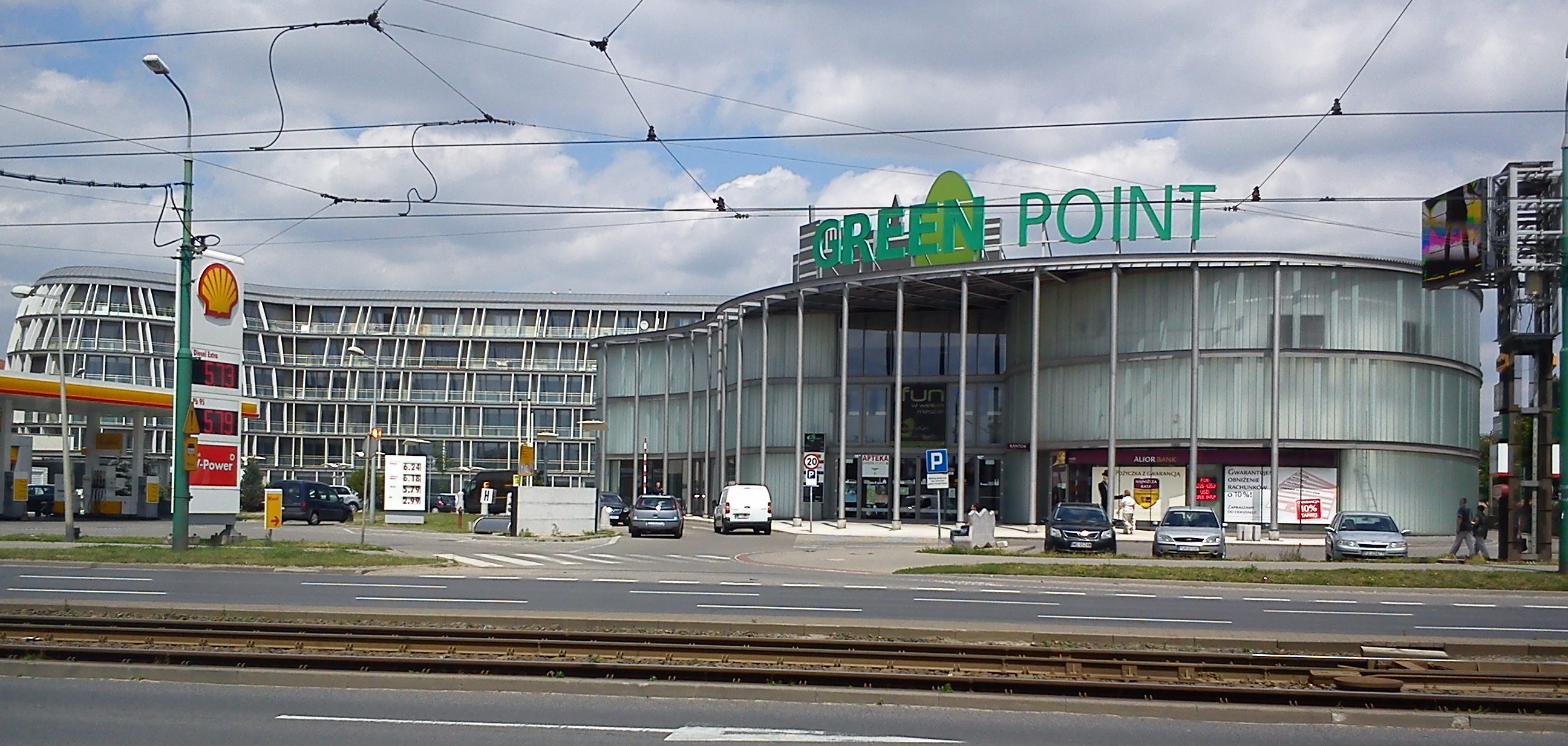
Galeria Green Point w Poznaniu

## Konkursy i nagrody Studia ADS
- 1999 – I Nagroda Miasta Poznania za najlepszą realizację architektoniczną im. Jana Baptysty Quadro za Pawilon Wystawienniczy nr 8 MTP[15][3]
- 2000 – Centrum Obliczeniowe firmy APCON w Tarnowie Podgórnym[16]
- 2001 – I Nagroda Miasta Poznania za najlepszą realizację architektoniczną im. Jana Baptysty Quadro za Port lotniczy Poznań-Ławica[3]
- 2003 – I Nagroda Miasta Poznania za najlepszą realizację architektoniczną im. Jana Baptysty Quadro za Stary Browar – I Etap[3]
- 2003 – I Nagroda Złoty Ołówek 2003 w konkursie architektonicznym Radia Merkury i Głosu Wielkopolskiego za projekt Stary Browar[13][4]
- 2004 – I Nagroda Archizinc Trophy w Paryżu – konkurs światowy w kategorii Tradycja, Stary Browar[13]
- 2005 – I Nagroda – International Council of Shopping Centers, kategoria: Najlepsze w Europie Centrum Handlowe Średniej Wielkości, Stambuł – Turcja, Stary Browar[13]
- 2005 – I Nagroda – International Council of Shopping Centers, kategoria: Najlepsze na Świecie Centrum Handlowe Średniej Wielkości, Phoenix – USA, Stary Browar[13]
- 2006 – Nagroda The CEPIF & International Herold Tribune CEE, Property Awards 1989-2006 THE BEST OF THE BEST – Najlepsze Centrum Handlowe, Stary Browar[13]
- 2007 – I Nagroda – International Council of Shopping Centers, kategoria: Najlepsze w Europie Centrum Handlowe[13]
- 2007 – Statuetka „Hipolita” w Konsumenckim Konkursie Jakości Produktów „Najlepsze w Polsce” za projekt architektoniczny Starego Browaru, Poznań[13]
- 2008 – I Nagroda Miasta Poznania za najlepszą realizację architektoniczną im. Jana Baptysty Quadro za Stary Browar – II Etap[3]
- 2010 – Centrum Cuprum Arena finał konkursu European Shopping Center Award 2010[17]